# Me (prawa boskie)
Me (sum. me, tłum. „boskie siły” lub „boskie prawa”) – w wierzeniach mezopotamskich ogół praw, reguł i zasad wyznaczających i charakteryzujących cywilizowane życie, danych ludzkości przez bogów. Pojęcie to odnosiło się do wszystkiego, co było związane z organizacją społeczeństwa Sumerów (polityką, religią, stosunkami społecznymi) i ich systemem etyczno-religijnym. Me były siłą, która utrzymywała świat w należytym porządku, określała miejsce we Wszechświecie dla każdej dziedziny życia. Strażnikiem praw i opiekunem me był początkowo Enlil, zastąpił go później Enki.
Me odnosiły się przede wszystkim do człowieka i społeczeństwa. Jedna z grup reguł poznana została za pośrednictwem mitu „Inana i Enki”, w którym bogini Inana wykrada me bogu Enki i przekazują je swojej świątyni. W ten sposób bogini umocniła autorytet Uruk. Spośród ponad stu znanych reguł, wymienionych w tym micie, udało się odczytać około połowy, lecz nie wszystkie z nich zostały na razie zinterpretowane. Z pojęć abstrakcyjnych znane są znaczenia me w odniesieniu do bohaterstwa, sprawiedliwości, prawości, dobroci, szlachetności, zwycięstwa, pokoju, kłamstwa, strachu, zmęczenia, kłótni, burzenia miast. W znaczeniu symbolicznym me opisywało tron królewski, boskość, sztandary czy wieczystą koronę. Me odnosiło się do organizacji zajęć rzemieślników i artystów (np. cyzelerstwo, koszykarstwo, murarstwo, kowalstwo, garbarstwo, ciesielstwo), porządkowało godności kapłanów i pisarzy, opisywało czynności rytualne (np., zejście do świata podziemnego lub wyjście ze świata podziemnego, prostytucja sakralna, święte oczyszczenie), sztukę i instrumenty muzyczne, budynki sakralne (np., dostojna świątynia, kaplica), sztandar bojowy itd.
W procesie dziejowym pod względem zbliżonych znaczeń me podobne było do starorzymskiego numen. Zbliżone koncepcje postrzegania świata występują w kilku religiach pierwotnych, najbardziej objawia się to w wierzeniach dalekowschodnich. Można odnaleźć podobieństwa pomiędzy me a ideami Platona.

## Listame
Szczegółowa lista boskich praw me wymienionych w sumeryjskim micie Inana i Enki
1. Funkcja władcy en
2. Funkcja kapłana lagal
3. Boskość
4. Przynależny władcom kołpak
5. Tron królestwa
6. Wzniosłe berło
7. Pastorał i lejce
8. Wzniosła szata
9. Pasterstwo
10. Królestwo
11. Funkcja kapłanki egizi
12. Funkcja kapłanki nindingir
13. Funkcja kapłana iszib
14. Funkcja kapłana lumah
15. Funkcja kapłana gudu
16. Trwałość
17. Zejście do świata podziemnego
18. Wyjście ze świata podziemnego
19. Funkcja kapłana kurgara
20. Miecz i maczuga
21. Funkcja sługi świątyni sagursag
22. Czarna suknia
23. Kolorowa suknia
24. Fryzura na karku
25. Sztandary
26. Potop
27. Stosunki seksualne
28. Pocałunki
29. Prostytucja
30. Głośne wołanie
31. Zaprzeczanie
32. Pochlebstwo
33. Stanowisko prostytutki kultowej
34. Czysta gospoda
35. Czyste nigingar
36. Stanowisko niebiańskiej hieroduli
37. Głośno brzmiący instrument
38. Muzyka
39. Starszeństwo
40. Bohaterstwo
41. Siła
42. Niehonorowość
43. Prawość
44. Rabowanie miast
45. Intonowanie lamentacji
46. Radość serca
47. Kłamliwość
48. Buntowniczy kraj
49. Stan pokoju
50. Wiele przebywania w drodze (podróżowania?)
51. Trwała siedziba
52. Rzemiosło stolarza
53. Rzemiosło kotlarza
54. Sztuka pisania
55. Rzemiosło kowala
56. Rzemiosło siodlarza
57. Rzemiosło folusznika
58. Rzemiosło budowniczego
59. Rzemiosło rogożnika
60. Rozum
61. Wiedza
62. Czyste rytuały obmywania
63. Dom (...)
64. Gromadzenie żaru węgielnego
65. Zagroda owiec
66. Głęboki szacunek
67. Napięcie (wzbudzające) głęboki szacunek
68. Pełne szacunku milczenie
69. Rozniecanie ognia
70. Gaszenie ognia
71. Ciężka praca
72. Zgromadzenie rodziny
73. Walka
74. Okrzyk zwycięstwa
75. Doradztwo
76. Naradzanie się
77. Wymierzanie sprawiedliwości
78. (Podejmowanie) decyzji